# Ivan Aralica
Ivan Aralica (Puljane na planini Promini u Zagori, 10. rujna 1930.) hrvatski je književnik i akademik. Jedan od dominantnih hrvatskih narativnih prozaika druge polovice 20. stoljeća.

## Životopis
Nakon školovanja na Učiteljskoj školi (Preparandija) u Kninu 1953. godine, učiteljevao je u selima Dalmatinske zagore. Diplomirao je na Filozofskom fakultetu u Zadru 1961. godine te radio kao upravitelj, ravnatelj i od 1971. godine kao profesor srednjih škola u Zadru. Politički je angažiran potkraj 1960-ih i početkom 1970-ih godina u ostvarenju hrvatskog proljeća (što je praćeno političkim progonimima i društvenom stigmatizacijom). 
Početkom 1990-ih uključuje se u politiku kao član Hrvatske demokratske zajednice. Godine 1993. postaje zastupnik te potpredsjednik Županijskog doma Sabora, što ostaje sve do njegova raspuštanja 2000. godine. Bio je član Zakladne uprave Zaklade hrvatskog državnog zavjeta od 1999. do 2002. godine. Bio je član suradnik HAZU-ova Razreda za književnost od 1986. do 1992. godine, a redoviti je član HAZU-ova Razreda za književnost od 1992. godine. Član je Društva hrvatskih književnika.
Otac je hrvatskog povjesničara Tomislava Aralice.

## Književno stvaralaštvo
U početcima piše društveno angažiranu prozu u kojoj analizira društvene promjene u poslijeratnom razdoblju, s povremenim izletima u prošlost (Svemu ima svoje vrijeme, 1967., Filip, 1970.). Nakon Hrvatskog proljeća nalazi svoju “veliku temu”, povijesnu sudbinu hrvatskog naroda kao paradigmu opće ljudske sudbine. Tako nastaje Morlačka trilogija o srazu svjetova u Dalmaciji 17. i 18. stoljeća (Put bez sna, 1982., Duše robova, 1984., Graditelj svratišta, 1986.). Morlačkoj trilogiji prethodi djelo slične tematike Psi u trgovištu, 1979.
Slijede romani u kojima prepliće prošlost i sadašnjost uz korištenje magičnoga realizma (Tajna sarmatskog orla, 1989.), pojačava erotski naboj (Asmodejev šal, 1988.), obrađuje suvremenije teme (Okvir za mržnju, 1987., o političkoj represiji), ili se opet vraća u prošlost, kao u raskošnoj povijesnoj fresci o Bosni, Zadru i Kotromanićima (Knjiga gorkog prijekora, 1994.). Autor je političko-publicističkih knjiga Zadah ocvalog imperija, (1991.), o velikosrpskom projektu, i Što sam rekao o Bosni, (1995.), o uzrocima sukoba u Bosni i Hercegovini.
Zbog izbora povijesne i “orijentalne” tematike koju obrađuje, Aralicu ponekad uspoređuju s Ivom Andrićem i Mešom Selimovićem, iako se po stilu i habitusu od njih i razlikuje. Andrić i Selimović su realistični pripovjedači, dok je Aralica modernistički romanopisac, po nekima najsličniji Josephu Conradu po meditativnoj gustoći teksta i odlikama pripovijedanja.
Kao književne uzore naveo je Knuta Hamsuna, Isaaca B. Singera i Thomasa Manna. Opisuju ga kao barda "hrvatskog mita", priče o mitogenoj hrvatskoj zemlji koja pokriva područje Dalmacije, središnje Bosne, Like i Hercegovine. U tom se mitu isprepliću povijesni događaji onodobnoga “sukoba civilizacija” kršćanstva i islama, mešetarenja venecijanskih i austrijskih sila, tursko nasilje i stanje permanentnoga rata, te nacionalna baština koju su čuvali ratnici i svećenici, težaci i seljanke. 
Četverored (1997.) je prva romaneskna obrada stradanja na Bleiburgu u domaćoj književnosti. I roman i film koji je po njemu snimljen su izazvali kontroverze; roman je u književnom smislu nešto slabije ostvarenje. Nakon Četvreoreda piše oštre satirične romane s ključem, usmjerene na ideološke protivnike. Popularna Ambra je roman-pamflet s elementima političkog trača. Fukaru (2002.) neki smještaju u tradiciju engleskih satirično-esejističkih romana iz prvih desetljeća 20. stoljeća (John Wells, George Orwell, Aldous Huxley, Evelyn Waugh), dok je drugi kritiziraju kao bazu za klevetu (Ferić, 2003.). Autor je naveo da mu je uzor za Fukaru bila tradicija američkog reporterskog romana čiji su istaknuti primjeri Capoteovo Hladnokrvno ubojstvo, Mailerova Krvnikova pjesma, Wolfeov Vatromet taštine. Roman-basna Puž (2004.) podsjeća na filozofske romane i satire Voltairea i Swifta; tematizira ljudsku puzavost i beskarakternost. 
U romanima Svetinka (2003.), Sunce (2006.) i Runolist (2008.) zastupa katoličanstvo kao moralnu osnovicu ljudske egzistencije, dok je roman Život nastanjen sjenama (2009.) smješten u doba Operacije Oluja u Domovinskom ratu.

## Djela
- Svemu ima vrijeme: novele, Zora, Zagreb, 1967.
- A primjer se zvao Laudina, Biblioteka Mogućnosti ; 2, Matica hrvatska Split, Split, 1969.
- Filip: (priča o orahovu kovčežiću), Matica hrvatska, Zadar, 1970.
- Konjanik, Naprijed, Zagreb, 1971. (Znanje, Zagreb, 2002.; engl. izd. Horseman, Društvo hrvatskih književnika, 2010.)
- Ima netko siv i zelen, Nakladni zavod Matice hrvatske, Zagreb, 1977.
- Opsjene paklenih crteža: novele, Znanje, Zagreb, 1977.
- Psi u trgovištu, Hit: biblioteka moderne literature, kolo 13, Znanje, Zagreb, 1979. (2. izd. 1986.; Večernjakova biblioteka, knj. 7, Večernji list, Zagreb, 2004.)
- Put bez sna, Hit: biblioteka moderne literature ; kolo 19 ; sv. 109, Znanje, Zagreb, 1982. (2. izd. 1987.; 2001.)
- Duše robova, Hit: biblioteka moderne literature ; kolo 23 ; sv. 123, Znanje, Zagreb, 1984. (2. izd. 1986.; 3. izd. 1988.; slov. izd. Duše sužnjev, Cankarjeva založba, Ljubljana, 1989.; njem. izd. Die Seelen der Sklaven, Weimarer Schiller-Presse, Frankfurt etc., 2006.)
- Graditelj svratišta, Hit: biblioteka moderne literature ; kolo 27 ; sv. 161, Znanje, Zagreb, 1986. (2. izd. 1987.)
- Izabrana djela, Pet stoljeća hrvatske književnosti, kolo 15, knj. 171, Nakladni zavod Matice hrvatske, Zagreb, 1987.
- Okvir za mržnju, Hit: biblioteka moderne literature ; kolo 29 ; sv. 173, Znanje, Zagreb, 1987. (2. izd. 1988.; 1999.)
- Asmodejev šal, Hit: biblioteka moderne literature ; kolo 32 ; sv. 192, Znanje, Zagreb, 1988.
- Propast Magnuma, Biblioteka Savremenici, Svjetlost, Sarajevo, 1988. (tal izd. La caduta di Magnum, Argo, Lecce, 1996.)
- Tajna sarmatskog orla I-II, Hit: biblioteka moderne literature ; kolo 35 ; sv. 209 ; sv. 210, Znanje, Zagreb, 1989. (Mladost, Zagreb, 1990.; Znanje, Zagreb, 1996.)
- Izabrana djela Ivana Aralice, Mladost-Svjetlost, Zagreb-Sarajevo, 1990. (1. Svemu ima vrijeme, 2. Konjanik, 3. Psi u trgovištu, 4. Put bez sna, 5. Duše robova, 6. Graditelj svratišta, 7. Okvir za mržnju, 8. Asmodejev šal)
- Zadah ocvalog imperija, Znanje, Zagreb, 1991. (2. izd. 1992.)
- Majka Marija, Hit: biblioteka moderne literature ; kolo 40 ; sv. 239, Znanje, Zagreb, 1992. (2. izd. ?; 3. izd. Biblioteka Evergrin; 67, 1992.; 4. ispr. izd. 1993.)
- Sokak triju ruža: razgovori, ogledi i priče o ratu za nezavisnosti, Znanje, Zagreb, 1992.
- Pir ivanjskih krijesnica: zapisi, Znanje, Zagreb, 1992.
- Spletanje i raspletanje čvorova: ogledi, Znanje, Zagreb, 1993.
- Knjiga gorkog prijekora, Hit: biblioteka moderne literature ; kolo 42 ; sv. 251, Znanje, Zagreb, 1994.
- Asmodejev šal, Biblioteka Vrutak, "Otokar Keršovani", Opatija, 1995.
- Što sam rekao o Bosni, Biblioteka Obračun s njima, Naklada Pavičić, Zagreb, 1995.
- Gdje pijevac ne pjeva, Biblioteka Zlatni paun,  "Otokar Keršovani", Opatija, 1996.
- Četverored, Hit ; kolo 46 ; sv. 275, Znanje, Zagreb, 1997. (1998., 1999.)
- Pisac i njegov urednik: [izabrana pisma], Znanje, Zagreb, 1998. (suautor: Zlatko Crnković)
- I tu je kraj: ogledi o naciji i globalizaciji, stranci i pokretu, razgovor o urbanom rasizmu, zapisi o mostu i Gojku Šušku, Znanje, Zagreb, 1999.
- Svetišni blud, Znanje, Zagreb, 2000.
- Ambra: roman s ključem, Književna biblioteka, Naklada Pavičić, 2000. ( 2. izd. s Dodatkom, 2001., 3. izd. s proš. Dodatkom, 2001., 4., neizmij. izd. s Dodatkom, 2002., 5., neizmij. izd. s Dodatkom, 2002., 6., neizmij. izd. s Dodatkom, 2003.)
- Fukara: roman s ključem u 9 knjiga: <nastavak Ambre>, Književna biblioteka, Naklada Pavičić, 2002. (2. neizmijenjeno izd. 2002.)
- Svetinka: roman, Književna biblioteka, Naklada Pavičić, Zagreb, 2003.
- Balade o šiblju i vodama, Znanje, Zagreb, 2004.
- Puž: roman, Naklada Pavičić, Zagreb, 2004. (tal. izd. La Conchiglia, Edizioni Cento Autori, 2010.)
- Sunce: roman, Biblioteka Stilus ; 16, Verbum, Split, 2006.
- Runolist: roman, Biblioteka Stilus ; 20, Verbum, Split, 2008.
- Život nastanjen sjenama, Biblioteka Hit ; kolo 55 ; sv. 321, Znanje, Zagreb, 2009.
- Djela Ivana Aralice,[5] Školska knjiga, Zagreb (1. Carske kočije: pripovijesti, 2010.; 2. Psi u trgovištu, 2010.; 3. Put bez sna, 2010.; 4. Duše robova, 2010.; 5. Graditelj svratišta, 2011.; 6. Asmodejev šal, 2010.; 7. Konjanik, 2011.; 8. Okvir za mržnju, 2011.; 9. Četverored, 2011.; 10. Tajna sarmatskog orla, 2011.; 11. Kepec, 2011.; 12. Knjiga gorkog prijekora, 2012.; 13. Svetišni blud, 2012.; 14. Sunce, 2012.; 15. Runolist, 2012.; 16. Pir ivanjskih krijesnica, 2012.; 17. Majka Marija, 2012.; 18. Balade o šiblju i vodama, 2014.; 19. Kardinal: i druge pripovijetke, 2014.; 20., 21., 22. Sjene (3 sv.) 2014.; 23. Japundže, 2013.; 24. Ima netko siv i zelen, 2020.; 25. Filip: priča o orahovu kovčežiću, 2015.; 26. Joakimova viđenja, 2015.; 27. Gdje pijevac ne pjeva, 2015.; 28. Svemu ima vrijeme, 2015.; 29. Bunar na turskoj granici, 2015.; 30. Anastazija: oluje u tihom ozračju, 2016.;[6] 31. Farrell: pripovijest o grijehu, ispovijedi, pokori i drugim sitnicama, 2017.; 32. Grmovi divljih ruža, 2019.; 33. Ambra: roman s ključem, 2019.; 34.  Fukara: roman s ključem u devet knjiga, 2019.; 35. Svetinka, 2019.; 36. Puž, 2020.; 37. Duh zloduha, 2020.; 38. Primjer: (A primjer se zvao Laudina), 2021.; 39. Mačke i macani: (završna), 2021.; 40. Narukvica, 2023.[7]; 41. Oni su drugo, 2024.[8])
- Mentalni komunist: postupci i mantre jednog predsjednika kao društveni, mentalni i personalni predložak Sebastijanovih priča (Ambre, Fukare, Svetinke) i Puža, Despot infinitus, Zagreb, 2012.
- Oslobađajuće presude haškoga Suda Tuđmanovoj Hrvatskoj, UHIP, Zagreb, 2014. (suautori: Miroslav Tuđman, Ante Nazor i Ivo Lučić)
- Smrad trulih lešina, Despot infinitus, Zagreb, 2014.
- Kuzma Kovačić: spomenik Franji Tuđmanu u Zagrebu, Naša stoljeća, Zagreb, 2019. (suautori Ivan Rogić i Milan Bešlić)
- Koferče, Znanje, Zagreb, 2019.
- Narukvica, Školska knjiga, Zagreb, 2023.

## Filmovi snimljeni po Araličinim djelima
- Život sa stricem (1988.), režija Krsto Papić (predložak Okvir za mržnju).
- Četverored (1999.), režija Jakov Sedlar (istoimeni predložak).
- Konjanik (2003.), režija Branko Ivanda (scenarist).

## Nagrade, odličja i priznanja
- 1981.: Nagrada Ksaver Šandor Gjalski, za djelo Psi u trgovištu.[9]
- 1986.: Nagrada Fonda "Miroslav Krleža", za najbolje književno ostvarenje u SR Hrvatskoj u razdoblju 1982. – 1986., za romane Put bez sna (Znanje, 1982.) i Duše robova (Znanje, 1984.).[10]
- 1995.: Red Danice hrvatske s likom Antuna Radića[11]
- 2002.: Nagrada "Petar Zrinski", za najbolje djelo iz područja beletristike u 2002. godini, za roman Fukara.[12]
- 2008.: Nagrada Dubravko Horvatić, za priču Godine, objavljenu u Hrvatskom slovu 2007. godine.
- 2009.: Nagrada Matice hrvatske "August Šenoa", za Život nastanjen sjenama.[13]
- 2010.: Nagrada Vladimir Nazor, za životno djelo za 2010. godinu, u kategoriji književnosti.[14]
- 2010.: Plaketa "Dobrojutro, more", s pjesničkih susreta u Podstrani.
- 2011.: Nagrada Ksaver Šandor Gjalski, za djelo Carske kočije[9][15]
- 2014.: Nagrada „Antun Branko Šimić”, za roman Japundže.[16]
- 2019.: Nagrada Grada Knina za životno djelo, "za stvaralaštvo kojim je obilježeno vrijeme u kojem je djelovao i čiji je stvaralački put zaokružen, a djela i ostvarenje ostaju trajno dobro".[17]
- 2022.: Velika zlatnu plaketa "Da se ne zaboravi".[18]
- 2022.: Povelja Splitsko-dalmatinske županije, za izuzetan i bogat doprinos na području kulturnog i književnog stvaralaštva.[19]
- 2023.: Osobna nagrada Grada Sinja za promociju grada Sinja u književnosti[20]

## Vanjske poveznice
- Aralica Ivan, akademik, info.hazu.hr